# 리투아니아 축구 국가대표팀
리투아니아 축구 국가대표팀(리투아니아어: Lietuvos nacionalinė futbolo rinktinė)은 리투아니아를 대표하는 국제 축구 국가대표팀으로 리투아니아 축구 연맹에서 관리하며 유럽 축구 약체팀 중 하나로 손꼽힌다. 1923년 6월 24일 에스토니아와의 국제 경기 데뷔전에서 0-5로 패했으며 현재 LFF 스타디움을 홈 구장으로 사용하고 있다.

## 국제 대회 경력

### FIFA 월드컵
월드컵 본선 경험은 전무하며 그나마 1998년 FIFA 월드컵 유럽 지역 예선 8조 10경기에서 5승 2무 3패·조 3위로 역대 월드컵 지역 예선 최고 성적을 남겼다.

### UEFA 유럽 축구 선수권 대회
유로 대회도 마찬가지로 본선 경험이 없으며 그나마 UEFA 유로 1996 예선 10경기에서 5승 1무 4패·4조 3위를 기록하며 리투아니아 축구 역사상 유로 대회 예선 최고 성적을 거두었고 UEFA 유로 2008 예선에서는 B조 5위에 그쳤지만 5승 1무 6패로 유로 1996 예선에 버금가는 성적을 거두었다.

### UEFA 네이션스리그

#### 2018-19년 시즌 C
네이션스리그의 첫 시즌에서 리그 C에 편입된 리투아니아는 세르비아, 루마니아, 몬테네그로와 함께 4조에 편성되어 6경기에서 승점 1점도 챙기지 못한 채 6전 전패를 당하며 조 최하위에 머물렀지만 차기 시즌의 리그 진행 방식 변경으로 인해 리그 D로의 강등은 이뤄지지 않았다.

#### 2020-21년 리그 C
2020-21 시즌부터 변경된 리그 진행 방식으로 리그 C에 잔류한 리투아니아는 벨라루스, 알바니아, 카자흐스탄과 함께 4조에 편성되어 6경기에서 2승 2무 2패·조 3위로 리그 C 잔류를 확정지었다.

### 하계 올림픽
올림픽 본선 출전은 나이 제한이 없던 1924년 대회가 유일하며 그나마도 예비라운드에서 스위스에 0-9로 대패하면서 2라운드 진출에 실패했고 그 이후 현재까지 올림픽 본선에 한번도 오르지 못하고 있다.

## 기타 국제 대회 경력
발트 3국이 치르는 친선 대회인 발틱컵에서 10번의 우승을 차지했고 7번의 준우승을 차지하면서 라트비아에 이어 2번째로 가장 많은 우승 타이틀을 가지고 있다.

## FIFA 월드컵 (본선)
| 년도   | 결과             | 순위             | 경기             | 승               | 무*              | 패               | 득점             | 실점             | 승점             |
| ------ | ---------------- | ---------------- | ---------------- | ---------------- | ---------------- | ---------------- | ---------------- | ---------------- | ---------------- |
| 1930년 | 불참             | 불참             | 불참             | 불참             | 불참             | 불참             | 불참             | 불참             | 불참             |
| 1934년 | 예선 탈락        | 예선 탈락        | 예선 탈락        | 예선 탈락        | 예선 탈락        | 예선 탈락        | 예선 탈락        | 예선 탈락        | 예선 탈락        |
| 1938년 | 예선 탈락        | 예선 탈락        | 예선 탈락        | 예선 탈락        | 예선 탈락        | 예선 탈락        | 예선 탈락        | 예선 탈락        | 예선 탈락        |
| 1950년 | 소련에 강제 병합 | 소련에 강제 병합 | 소련에 강제 병합 | 소련에 강제 병합 | 소련에 강제 병합 | 소련에 강제 병합 | 소련에 강제 병합 | 소련에 강제 병합 | 소련에 강제 병합 |
| 1954년 | 소련에 강제 병합 | 소련에 강제 병합 | 소련에 강제 병합 | 소련에 강제 병합 | 소련에 강제 병합 | 소련에 강제 병합 | 소련에 강제 병합 | 소련에 강제 병합 | 소련에 강제 병합 |
| 1958년 | 소련에 강제 병합 | 소련에 강제 병합 | 소련에 강제 병합 | 소련에 강제 병합 | 소련에 강제 병합 | 소련에 강제 병합 | 소련에 강제 병합 | 소련에 강제 병합 | 소련에 강제 병합 |
| 1962년 | 소련에 강제 병합 | 소련에 강제 병합 | 소련에 강제 병합 | 소련에 강제 병합 | 소련에 강제 병합 | 소련에 강제 병합 | 소련에 강제 병합 | 소련에 강제 병합 | 소련에 강제 병합 |
| 1966년 | 소련에 강제 병합 | 소련에 강제 병합 | 소련에 강제 병합 | 소련에 강제 병합 | 소련에 강제 병합 | 소련에 강제 병합 | 소련에 강제 병합 | 소련에 강제 병합 | 소련에 강제 병합 |
| 1970년 | 소련에 강제 병합 | 소련에 강제 병합 | 소련에 강제 병합 | 소련에 강제 병합 | 소련에 강제 병합 | 소련에 강제 병합 | 소련에 강제 병합 | 소련에 강제 병합 | 소련에 강제 병합 |
| 1974년 | 소련에 강제 병합 | 소련에 강제 병합 | 소련에 강제 병합 | 소련에 강제 병합 | 소련에 강제 병합 | 소련에 강제 병합 | 소련에 강제 병합 | 소련에 강제 병합 | 소련에 강제 병합 |
| 1978년 | 소련에 강제 병합 | 소련에 강제 병합 | 소련에 강제 병합 | 소련에 강제 병합 | 소련에 강제 병합 | 소련에 강제 병합 | 소련에 강제 병합 | 소련에 강제 병합 | 소련에 강제 병합 |
| 1982년 | 소련에 강제 병합 | 소련에 강제 병합 | 소련에 강제 병합 | 소련에 강제 병합 | 소련에 강제 병합 | 소련에 강제 병합 | 소련에 강제 병합 | 소련에 강제 병합 | 소련에 강제 병합 |
| 1986년 | 소련에 강제 병합 | 소련에 강제 병합 | 소련에 강제 병합 | 소련에 강제 병합 | 소련에 강제 병합 | 소련에 강제 병합 | 소련에 강제 병합 | 소련에 강제 병합 | 소련에 강제 병합 |
| 1990년 | 소련에 강제 병합 | 소련에 강제 병합 | 소련에 강제 병합 | 소련에 강제 병합 | 소련에 강제 병합 | 소련에 강제 병합 | 소련에 강제 병합 | 소련에 강제 병합 | 소련에 강제 병합 |
| 1994년 | 예선 탈락        | 예선 탈락        | 예선 탈락        | 예선 탈락        | 예선 탈락        | 예선 탈락        | 예선 탈락        | 예선 탈락        | 예선 탈락        |
| 1998년 | 예선 탈락        | 예선 탈락        | 예선 탈락        | 예선 탈락        | 예선 탈락        | 예선 탈락        | 예선 탈락        | 예선 탈락        | 예선 탈락        |
| 2002년 | 예선 탈락        | 예선 탈락        | 예선 탈락        | 예선 탈락        | 예선 탈락        | 예선 탈락        | 예선 탈락        | 예선 탈락        | 예선 탈락        |
| 2006년 | 예선 탈락        | 예선 탈락        | 예선 탈락        | 예선 탈락        | 예선 탈락        | 예선 탈락        | 예선 탈락        | 예선 탈락        | 예선 탈락        |
| 2010년 | 예선 탈락        | 예선 탈락        | 예선 탈락        | 예선 탈락        | 예선 탈락        | 예선 탈락        | 예선 탈락        | 예선 탈락        | 예선 탈락        |
| 2014년 | 예선 탈락        | 예선 탈락        | 예선 탈락        | 예선 탈락        | 예선 탈락        | 예선 탈락        | 예선 탈락        | 예선 탈락        | 예선 탈락        |
| 2018년 | 예선 탈락        | 예선 탈락        | 예선 탈락        | 예선 탈락        | 예선 탈락        | 예선 탈락        | 예선 탈락        | 예선 탈락        | 예선 탈락        |
| 합계   |                  |                  |                  |                  |                  |                  |                  |                  |                  |

## FIFA 월드컵 (예선)
| 1930년 | 불참                                      | 불참                                      | 불참                                      | 불참                                      | 불참                                      | 불참                                      | 불참                                      |                                           |                                           |
| 1934년 | 1                                         | 0                                         | 0                                         | 1                                         | 0                                         | 2                                         | 0                                         |                                           |                                           |
| 1938년 | 2                                         | 0                                         | 0                                         | 2                                         | 3                                         | 9                                         | 0                                         |                                           |                                           |
| 1950년 | 소련에 강제 병합                          | 소련에 강제 병합                          | 소련에 강제 병합                          | 소련에 강제 병합                          | 소련에 강제 병합                          | 소련에 강제 병합                          | 소련에 강제 병합                          |                                           |                                           |
| 1954년 | 소련에 강제 병합                          | 소련에 강제 병합                          | 소련에 강제 병합                          | 소련에 강제 병합                          | 소련에 강제 병합                          | 소련에 강제 병합                          | 소련에 강제 병합                          |                                           |                                           |
| 1958년 | 소련에 강제 병합                          | 소련에 강제 병합                          | 소련에 강제 병합                          | 소련에 강제 병합                          | 소련에 강제 병합                          | 소련에 강제 병합                          | 소련에 강제 병합                          |                                           |                                           |
| 1962년 | 소련에 강제 병합                          | 소련에 강제 병합                          | 소련에 강제 병합                          | 소련에 강제 병합                          | 소련에 강제 병합                          | 소련에 강제 병합                          | 소련에 강제 병합                          |                                           |                                           |
| 1966년 | 소련에 강제 병합                          | 소련에 강제 병합                          | 소련에 강제 병합                          | 소련에 강제 병합                          | 소련에 강제 병합                          | 소련에 강제 병합                          | 소련에 강제 병합                          |                                           |                                           |
| 1970년 | 소련에 강제 병합                          | 소련에 강제 병합                          | 소련에 강제 병합                          | 소련에 강제 병합                          | 소련에 강제 병합                          | 소련에 강제 병합                          | 소련에 강제 병합                          |                                           |                                           |
| 1974년 | 소련에 강제 병합                          | 소련에 강제 병합                          | 소련에 강제 병합                          | 소련에 강제 병합                          | 소련에 강제 병합                          | 소련에 강제 병합                          | 소련에 강제 병합                          |                                           |                                           |
| 1978년 | 소련에 강제 병합                          | 소련에 강제 병합                          | 소련에 강제 병합                          | 소련에 강제 병합                          | 소련에 강제 병합                          | 소련에 강제 병합                          | 소련에 강제 병합                          |                                           |                                           |
| 1982년 | 소련에 강제 병합                          | 소련에 강제 병합                          | 소련에 강제 병합                          | 소련에 강제 병합                          | 소련에 강제 병합                          | 소련에 강제 병합                          | 소련에 강제 병합                          |                                           |                                           |
| 1986년 | 소련에 강제 병합                          | 소련에 강제 병합                          | 소련에 강제 병합                          | 소련에 강제 병합                          | 소련에 강제 병합                          | 소련에 강제 병합                          | 소련에 강제 병합                          |                                           |                                           |
| 1990년 | 소련에 강제 병합                          | 소련에 강제 병합                          | 소련에 강제 병합                          | 소련에 강제 병합                          | 소련에 강제 병합                          | 소련에 강제 병합                          | 소련에 강제 병합                          |                                           |                                           |
| 1994년 | 12                                        | 2                                         | 3                                         | 7                                         | 8                                         | 21                                        | 9                                         |                                           |                                           |
| 1998년 | 10                                        | 5                                         | 2                                         | 3                                         | 11                                        | 8                                         | 17                                        |                                           |                                           |
| 2002년 | 8                                         | 0                                         | 2                                         | 6                                         | 3                                         | 20                                        | 2                                         |                                           |                                           |
| 2006년 | 10                                        | 2                                         | 4                                         | 4                                         | 8                                         | 9                                         | 10                                        |                                           |                                           |
| 2010년 | 10                                        | 4                                         | 0                                         | 6                                         | 10                                        | 11                                        | 12                                        |                                           |                                           |
| 2014년 | 10                                        | 3                                         | 2                                         | 5                                         | 9                                         | 11                                        | 11                                        |                                           |                                           |
| 2018년 | 10                                        | 1                                         | 3                                         | 6                                         | 7                                         | 20                                        | 6                                         |                                           |                                           |
| 합계   | 73                                        | 17                                        | 16                                        | 40                                        | 59                                        | 111                                       | 67                                        |                                           |                                           |
| 순위   | 월드컵 예선 승점 순위 : 106위 (유럽 38위) | 월드컵 예선 승점 순위 : 106위 (유럽 38위) | 월드컵 예선 승점 순위 : 106위 (유럽 38위) | 월드컵 예선 승점 순위 : 106위 (유럽 38위) | 월드컵 예선 승점 순위 : 106위 (유럽 38위) | 월드컵 예선 승점 순위 : 106위 (유럽 38위) | 월드컵 예선 승점 순위 : 106위 (유럽 38위) | 월드컵 예선 승점 순위 : 106위 (유럽 38위) | 월드컵 예선 승점 순위 : 106위 (유럽 38위) |

## UEFA 유럽 축구 선수권 대회
- 1960년 ~ 1992년 - 소련에 강제 병합
- 1996년 ~ 2016년 - 예선 탈락

### UEFA 유럽 축구 선수권 대회 (예선)
| 1960년 | 소련에 강제 병합           | 소련에 강제 병합           | 소련에 강제 병합           | 소련에 강제 병합           | 소련에 강제 병합           | 소련에 강제 병합           | 소련에 강제 병합           |                            |                            |
| 1964년 | 소련에 강제 병합           | 소련에 강제 병합           | 소련에 강제 병합           | 소련에 강제 병합           | 소련에 강제 병합           | 소련에 강제 병합           | 소련에 강제 병합           |                            |                            |
| 1968년 | 소련에 강제 병합           | 소련에 강제 병합           | 소련에 강제 병합           | 소련에 강제 병합           | 소련에 강제 병합           | 소련에 강제 병합           | 소련에 강제 병합           |                            |                            |
| 1972년 | 소련에 강제 병합           | 소련에 강제 병합           | 소련에 강제 병합           | 소련에 강제 병합           | 소련에 강제 병합           | 소련에 강제 병합           | 소련에 강제 병합           |                            |                            |
| 1976년 | 소련에 강제 병합           | 소련에 강제 병합           | 소련에 강제 병합           | 소련에 강제 병합           | 소련에 강제 병합           | 소련에 강제 병합           | 소련에 강제 병합           |                            |                            |
| 1980년 | 소련에 강제 병합           | 소련에 강제 병합           | 소련에 강제 병합           | 소련에 강제 병합           | 소련에 강제 병합           | 소련에 강제 병합           | 소련에 강제 병합           |                            |                            |
| 1984년 | 소련에 강제 병합           | 소련에 강제 병합           | 소련에 강제 병합           | 소련에 강제 병합           | 소련에 강제 병합           | 소련에 강제 병합           | 소련에 강제 병합           |                            |                            |
| 1988년 | 소련에 강제 병합           | 소련에 강제 병합           | 소련에 강제 병합           | 소련에 강제 병합           | 소련에 강제 병합           | 소련에 강제 병합           | 소련에 강제 병합           |                            |                            |
| 1992년 | 없음                       | 없음                       | 없음                       | 없음                       | 없음                       | 없음                       | 없음                       |                            |                            |
| 1996년 | 10                         | 5                          | 1                          | 4                          | 13                         | 12                         | 16                         |                            |                            |
| 2000년 | 10                         | 3                          | 2                          | 5                          | 8                          | 16                         | 11                         |                            |                            |
| 2004년 | 8                          | 3                          | 1                          | 4                          | 7                          | 11                         | 10                         |                            |                            |
| 2008년 | 12                         | 5                          | 1                          | 6                          | 11                         | 13                         | 16                         |                            |                            |
| 2012년 | 8                          | 1                          | 2                          | 5                          | 4                          | 13                         | 5                          |                            |                            |
| 2016년 | 10                         | 3                          | 1                          | 6                          | 7                          | 18                         | 10                         |                            |                            |
| 2020년 | 8                          | 0                          | 1                          | 7                          | 5                          | 25                         | 1                          |                            |                            |
| 합계   | 66                         | 20                         | 9                          | 37                         | 55                         | 108                        | 69                         |                            |                            |
| 순위   | 유로 예선 승점 순위 : 38위 | 유로 예선 승점 순위 : 38위 | 유로 예선 승점 순위 : 38위 | 유로 예선 승점 순위 : 38위 | 유로 예선 승점 순위 : 38위 | 유로 예선 승점 순위 : 38위 | 유로 예선 승점 순위 : 38위 | 유로 예선 승점 순위 : 38위 | 유로 예선 승점 순위 : 38위 |

## 하계 올림픽
| 올림픽 축구 기록 | 올림픽 축구 기록 | 올림픽 축구 기록 | 올림픽 축구 기록 | 올림픽 축구 기록 | 올림픽 축구 기록 | 올림픽 축구 기록 | 올림픽 축구 기록 | 올림픽 축구 기록 | 올림픽 축구 기록 |
| 년도             | 결과             | 순위             | 경기             | 승               | 무*              | 패               | 득점             | 실점             | 승점             |
| ---------------- | ---------------- | ---------------- | ---------------- | ---------------- | ---------------- | ---------------- | ---------------- | ---------------- | ---------------- |
| 1920년           | 없음             | 없음             | 없음             | 없음             | 없음             | 없음             | 없음             | 없음             | 없음             |
| 1924년           | 예비라운드       | 22위             | 1                | 0                | 0                | 1                | 0                | 9                | 0                |
| 1928년           | 불참             | 불참             | 불참             | 불참             | 불참             | 불참             | 불참             | 불참             | 불참             |
| 1936년           | 불참             | 불참             | 불참             | 불참             | 불참             | 불참             | 불참             | 불참             | 불참             |
| 1992년           | 없음             | 없음             | 없음             | 없음             | 없음             | 없음             | 없음             | 없음             | 없음             |
| 1996년           | 진출 실패        | 진출 실패        | 진출 실패        | 진출 실패        | 진출 실패        | 진출 실패        | 진출 실패        | 진출 실패        | 진출 실패        |
| 2000년           | 진출 실패        | 진출 실패        | 진출 실패        | 진출 실패        | 진출 실패        | 진출 실패        | 진출 실패        | 진출 실패        | 진출 실패        |
| 2004년           | 진출 실패        | 진출 실패        | 진출 실패        | 진출 실패        | 진출 실패        | 진출 실패        | 진출 실패        | 진출 실패        | 진출 실패        |
| 2008년           | 진출 실패        | 진출 실패        | 진출 실패        | 진출 실패        | 진출 실패        | 진출 실패        | 진출 실패        | 진출 실패        | 진출 실패        |
| 2012년           | 진출 실패        | 진출 실패        | 진출 실패        | 진출 실패        | 진출 실패        | 진출 실패        | 진출 실패        | 진출 실패        | 진출 실패        |
| 2016년           | 진출 실패        | 진출 실패        | 진출 실패        | 진출 실패        | 진출 실패        | 진출 실패        | 진출 실패        | 진출 실패        | 진출 실패        |
| 합계             | 1회 진출(1/9)    | 예비라운드(1회)  | 1                | 0                | 0                | 1                | 0                | 9                | 0                |

## 코칭스태프
| 직위        | 이름                    |
| ----------- | ----------------------- |
| 감독        | 에드가라스 양카우스카스 |
| 수석코치    |                         |
| 코치        |                         |
| 코치        |                         |
| 골키퍼 코치 |                         |
| 피지컬 코치 |                         |
| 전력 분석가 |                         |

## 개인 기록

### 최다 출전 선수
| #  | 이름                        | 경기 | 골 | 활동 기간 |
| -- | --------------------------- | ---- | -- | --------- |
| 1  | 사울류스 미콜류나스         | 96   | 5  | 2004–현재 |
| 2  | 안드류스 스케를라           | 84   | 1  | 1996–2011 |
| 3  | 데이비다스 솀베라스         | 82   | 0  | 1996–2013 |
| 4  | 아르비다스 노비코바스       | 76   | 12 | 2010–현재 |
| 5  | 피오도르 체르니크           | 69   | 11 | 2012–현재 |
| 6  | 토마스 다닐레비추스         | 71   | 19 | 1998–2012 |
| 7  | 지드루나스 카르체마르스카스 | 66   | 0  | 2003–2013 |
| 8  | 아우렐리유스 스카르발류스   | 65   | 5  | 1991–2005 |
| 8  | 마류스 스탕케비추스         | 65   | 5  | 2001–2013 |
| 10 | 데이비다스 체스나우스키스   | 64   | 4  | 2001–2016 |

### 최다 득점 선수
볼드체로 표기된 선수는 현재 대표팀에서 활동하고 있는 선수이다.
| # | 이름                      | 골 | 경기 | 평균 골 | 활동 기간 |
| - | ------------------------- | -- | ---- | ------- | --------- |
| 1 | 토마스 다닐레비추스       | 19 | 71   | 0.27    | 1998–2012 |
| 2 | 안타나스 링기스           | 12 | 33   | 0.36    | 1928–1938 |
| 2 | 아르비다스 노비코바스     | 12 | 76   | 0.16    | 2010–현재 |
| 4 | 피오도르 체르니크         | 11 | 69   | 0.16    | 2012–현재 |
| 5 | 에드가라스 양카우스카스   | 10 | 56   | 0.18    | 1991–2008 |
| 6 | 비르기니유스 발투슈니카스 | 9  | 42   | 0.21    | 1990–1998 |
| 7 | 야로슬라바스 치타비추스   | 8  | 24   | 0.33    | 1926–1933 |
| 7 | 발다스 이바나우스카스     | 8  | 28   | 0.29    | 1992–2000 |
| 7 | 다류스 마출레비추스       | 8  | 38   | 0.21    | 1991–2005 |
| 7 | 로베르타스 포슈쿠스       | 8  | 48   | 0.17    | 1999–2011 |